# Libération de Château-Gontier
Libération de la France
Batailles
2e campagne de France
- Corse
- Limousin
- Ain et Haut-Jura
- Les Glières
- Ascq
- Division Brehmer
- Mont Mouchet
- Opérations SAS en Bretagne
- Bataille de Normandie
- Guéret
- Brigade Jesser
- Cornil
- 1er Tulle
- 2e Tulle
- Argenton-sur-Creuse
- Oradour-sur-Glane
- 1er Ussel
- Saint-Marcel
- Saffré
- Mont Gargan
- Vercors
- Penguerec
- Lioran
- Égletons
- 2e Ussel
- Débarquement de Provence
- Port-Cros
- La Ciotat
- Toulon
- Martigues
- Marseille
- Nice
- Rennes
- Saint-Malo
- Brest
- Paris
- Mont-de-Marsan
- Montélimar
- Maillé
- Écueillé
- La Saulx
- Meximieux
- Nancy
- Colonne Elster
- Dunkerque
- Arracourt
- Saint-Nazaire
- Lorient
- Metz
- Royan et de la pointe de Grave
- Campagne de Lorraine
- Colmar

Front d'Europe de l'Ouest
Front d'Europe de l'Est
Campagnes d'Afrique, du Moyen-Orient et de Méditerranée
Bataille de l'Atlantique
Guerre du Pacifique
Guerre sino-japonaise
La libération de Château-Gontier et de ses environs se déroule le 6 août 1944  par l'action conjointe des Forces françaises de l'intérieur (FFI) et de l'armée américaine du général George Patton, mettant fin à quatre années d'occupation de la ville par les Allemands dans le cadre de la libération de la France.
La prise de la ville permettra aux troupes alliées d'effectuer un vaste mouvement tournant en franchissant la Mayenne et d'aller vers Sablé-sur-Sarthe et Le Mans.

## Contexte historique
La position de la ville de Château-Gontier, sur un point élevé et à cheval sur la Mayenne la désignait pour le combat. En juin 1940, des combats y sont livrés.
Le 17 juin 1940, le maréchal Pétain adresse un message aux armées françaises demandant de cesser les combats dans la perspective de l’armistice. Le 19 juin 1940, les Allemands atteignent Château-Gontier. 
À Château-Gontier, les troupes allemandes en provenance de Saint-Denis-d'Orques vont rencontrer une résistance car une poignée d'artilleurs français a pris position dans la ville. Arrivés le 18 juin 1940, ils ont jugé la position favorable, et bien que ne disposant d'aucune infanterie, décident d'organiser une défense. Le 19 juillet 1940, toute l'avant-garde Allemande est détruite, avec de nombreux tués. La riposte allemande va survenir : la ville est furieusement canonnée. À l'arrivée de plusieurs troupes allemandes, risquant l'encerclement, les troupes françaises se replient dans l'après-midi. Recommencée un peu plus loin au Lion-d'Angers, cette résistance retarde l'avance ennemie de un à deux jours peut-être, de façon à permettre au gros d'une partie de l'armée française de passer la Loire, pour se reformer dans le Sud (Défense de la Loire). Outre quelques immeubles détruits, l'Église Saint-Jean-Baptiste est incendiée par les obus Allemands lors du bombardement au canon qui précéda la prise de la ville.

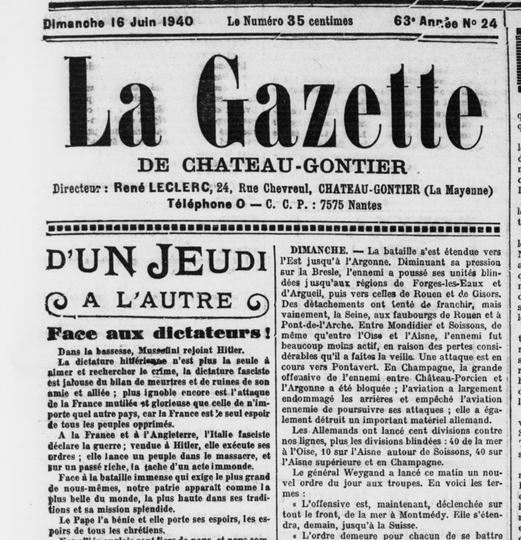
La Gazette de Château-Gontier - 16/06/1940

### L'arrivée des Alliés
Les mitraillages incessants des routes et des terrains, le bombardement de Mayenne, des passages d'eaux et des nœuds routiers avaient clairement fait comprendre l'importance que les Alliés attachaient à la dislocation de l'arrière front de la Bataille de Normandie.
Après la réussite de l'opération Cobra, et la percée d'Avranches qui s'ensuivit fin juillet 1944, le piétinement des Alliés sur le front normand prend fin. Au cours de la semaine du 31 juillet 1944 au 5 août 1944, l'activité aérienne redouble, les alertes se multiplient, et on assiste alors au reflux des débris de des divisions allemandes battues en Normandie.

Le tempo. L'exploitation dans la foulée de la percée d'Avranches.
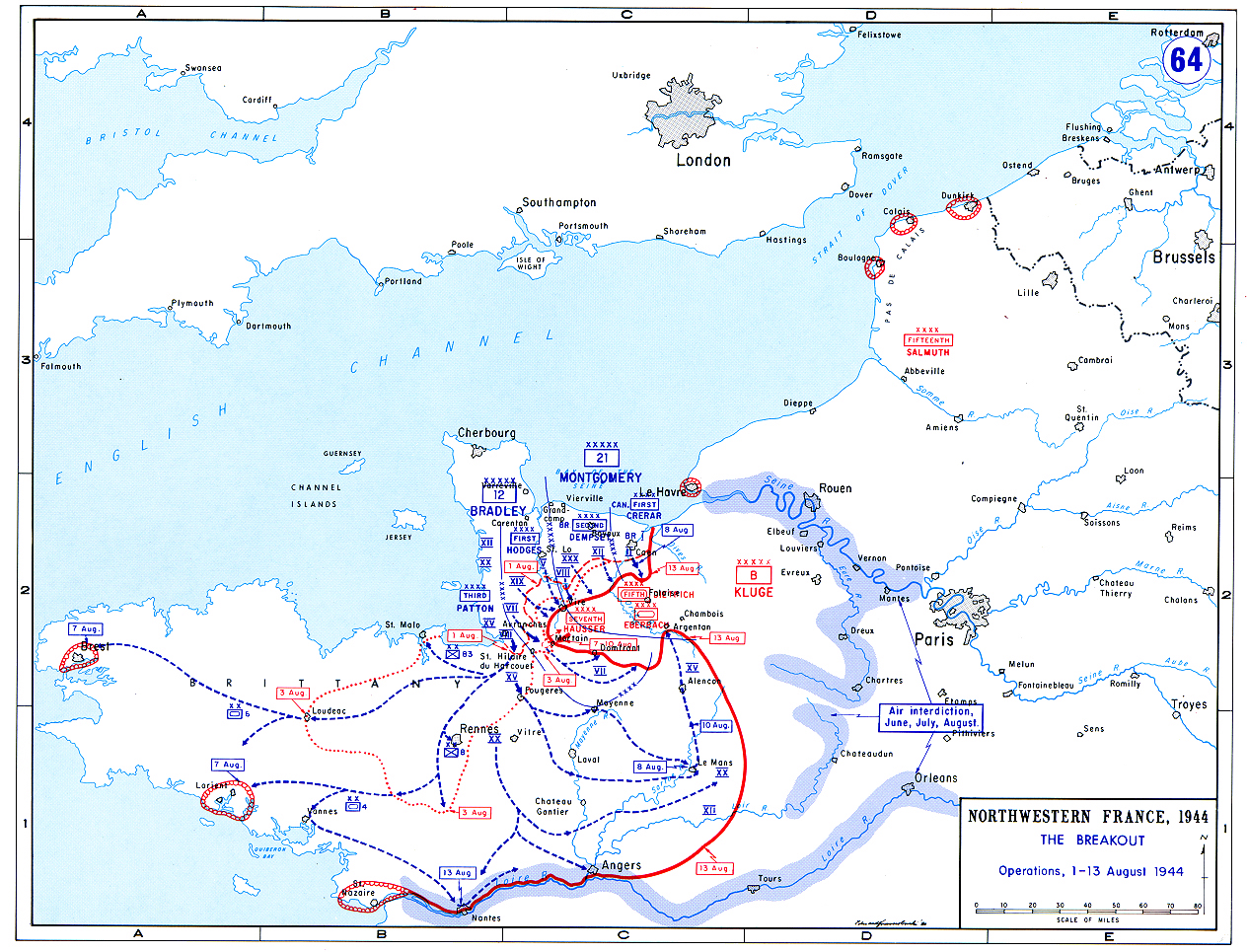
Patton se tourne vers l'Est et entame l'encerclement des deux armées allemandes dans la poche de Mortain. Le 25 août, ce sera Paris.

Les divers services Allemands évacuent en hâte les immeubles qu'ils occupent. L'armée allemande en déroute part de Château-Gontier à charrette, à pied, et même à vélo'. Il n'est pas rare de voir, dans une carriole traînée par un cheval, voisiner fantassin, aviateir, ou ex-panzer.

### Le mouvement
Souhaitant foncer sur Le Mans, le XVe Corps d'armée américain, qui se trouve depuis le 3 août 1944 dans la région Ernée-Fougères a reçu mission de se déplacer vers l'Estpour pousser vers le Mans : c'est à la 5e division blindée américaine que revient le rôle de se porter sur Château-Gontier. L'ordre de bataille du Général George Patton (3e armée américaine) est le suivant : la 5e division blindée américaine franchira la Mayenne entre Laval (exclusivement) et Château-Gontier (inclusivement), et les divisions attaqueront de concer, en direction de l'Est pour s'emparer du Mans. Patton indique que cette avance doit être poursuivie avec la dernière énergie, car, de sa réussite, peut dépendre le succès de toute la campagne de l'Ouest de la France.
Pour cette opération, la 5e division blindée américaine est une unité particulièrement mobile et puissante. Elle est alors échelonnée dans la région Fougères-Vitré. L'ordre du Commandant en chef est reçu par elle dans la nuit du 5 août 1944 au 6 août 1944. Précédée des premiers éléments de reconnaissance et d'assaut, de Fougères à Vitré, la 5e division blindée fonce d'abord jusqu'à La Guerche-de-Bretagne, comme si elle voulait couper du nord au sud la Bretagne, pour ensuite bifurquer vers Craon et Château-Gontier. Dans l'après-midi du 6 août 1944, les éléments avancés parviennent à Craon. L'attaque de Château-Gontier ne doit, en principe, ne se porter que le lendemain 7 août 1944, à l'aube.

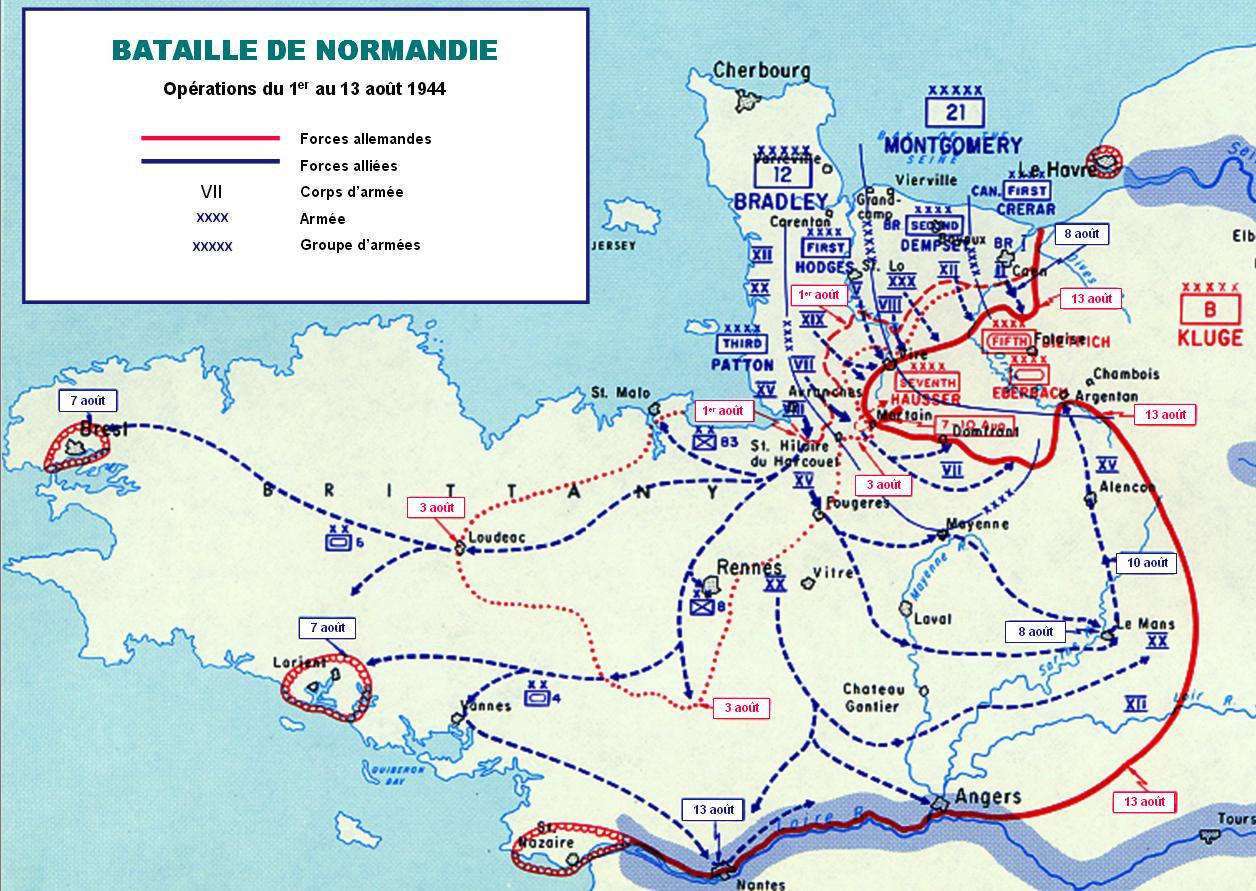
Carte des opérations du 1er au 13 août 1944.

#### L'apport de la Résistance locale
Des émissaires des Chefs de la Résistance font alors savoir au Commandement américain qu'à Château-Gontier, la situation est des plus critiques, et que l'ennemi se dispose à faire sauter le pont franchissant la Mayenne, et que d'autre part la Gestapo est en action, procède à des arrestations dans le Groupe de Résistance de Château-Gontier et que des représailles massives sont à redouter. Ils sollicitent, supplient même en multipliant leurs arguments  les chefs Américains de se porter rapidement dans la ville. Dans la semaine précédant la libération de Château-Gontier, une douzaine de résistants furent arrêtés par les allemands à la suite de leur participation à divers parachutages et transports d’armes dans le Sud-Mayenne.

## Déroulement de la bataille

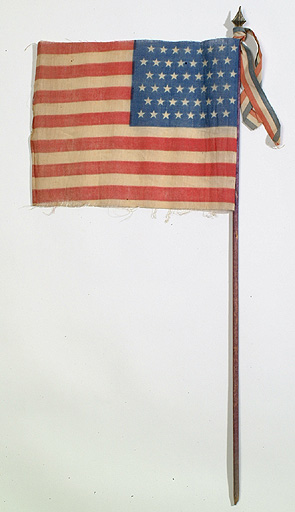
Drapeau américain 02-0036P

### 6 août 1944

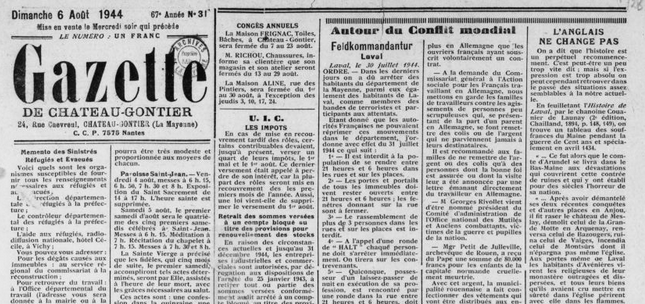
La Gazette de Château-Gontier - 06/08/1944

Avec les indications précises données par la Résistance, le général fait remettre en route les éléments avancés, le gros par la route directe en provenant de Craon, tandis que deux autres groupes arriveront l'un par Ampoigné, l'autre par Loigné. Vers 19h15, les premiers chars américains pénètrent dans la ville, et après un combat qui se prolonge jusqu'au 7 août 1944 au matin, libèrent la ville de ses occupants.
Pendant les combats, des habitants de la ville renseignent les soldats américains, les dirigent à travers les rues, indiquent les voies à prendre et passages à emprunter,.
Les forces américaines, guidées par des Résistants et des habitants engagent le combat avec les Allemands : canonnades, combats de rues vite terminés. Un char Américain est détruit. Les Américains progressent. Le gros des forces allemandes en retraite passent rapidement le pont, et tente ensuite de le faire sauter derrière lui. Une seule charge d'explosif a sauté. Une partie du pont est endommagée. Les spécialistes américains du Génie qui accompagnent les troupes d'assaut vont tenter par la suite de remettre à l'aide de quelques poutrelles d'angles le pont en état. De nombreux groupes d'Allemands et de nombreux tireurs isolés n'ont pas encore traversé la rivière. Ils s'obstinent à résister mais sont neutralisés. À 20h30, l'artillerie américaine entre en action et ouvre le feu sur le faubourg de la ville. Les obus tombent un peu partout sur ce faubourg où les Allemands se cramponnent pour assurer le repli de leurs troupes et de leurs matériels. Plusieurs incendies éclatent. À 23h, la nuit venue se poursuit une guerre nocturnes des rues. À la faveur de l'obscurité, le Génie américain arrive à installer un Pont Bailey permettant aux troupes et aux blindés de franchir la rivière, et briser la résistance ennemie afin de poursuivre leur objectif vers Sablé, puis Le Mans.
Le 6 août 1944, au soir, le groupe de résistance de Ménil, sous le direction de son chef Ripoche a pris position sur l'embarcadère du bas en vue d'interdire tout passage sur la Mayenne tire sur un groupe de soldats allemands, venu de la direction de Coudray et qui veut passer le bac, vraisemblablement pour faire une patrouille sur l'autre rive, du côté de Ménil.

### 7 août 1944
À 7h par le pont réparé, les premiers blindés américains s'élance dans le faubourg, suivie de l'infanterie d'assaut. Les derniers chars et véhicules Allemands s'enfuient par le route de Sablé ou la route de Coudray, et le restant de la ville est ainsi rapidement occupé par les Américains. L'objectif du Général Patton est atteint, et l'offensive peut continuer vers Le Mans. La Libération de Château-Gontier est effectuée.
Le 7 août 1944 au matin, 300 S.S. occupent le bourg de Coudray et le pays environnant. Les Allemands paraissent décidés à se fortifier et à défendre. Vers 12h, arrive en camions 1 500 à 2 000 hommes d'infanterie de marine allemande, venant de la région de Noirmoutier d'après ce que certains soldats disent aux habitants du pays. On ignore leurs intentions. Le bourg de Coudray se vide aussitôt de ses habitants, pendant qu'à Château-Gontier, on ignore tout de cette situation. À Coudray, deux hommes sans se concerter ont l'intuition qu'il faut aller à Château-Gontier et y prévenir les Américains, et les chefs des FFI de ce qui se passe à Coudray et des projets allemands. Il s'agit de l'abbé Le Forestier, curé de Coudray, et de M. Le Flohic, instituteur public à Coudray. C'est un but risqué, le même jour quatre personnes essayèrent de faire en sens inverse le parcours, et avaient été fusillés par les Allemands.
Les troupes américaines et les FFI, après avoir libéré Château-Gontier, se dirigent vers Sablé pour rejoindre Le Mans, puis Paris. L'instituteur M. Le Flohic et le curé, l'abbé Le Forestier comprennent qu'il faut agir très vite. Une fois les forces armées reparties, les Allemands pourront regagner Château-Gontier...
Ce sont leurs renseignements qui, venant confirmer et préciser les opérations aériennes faites par les appareils de reconnaissance à agir énergiquement sur les Chefs américains, évitant ainsi à Château-Gontier de sanglantes répressions. Une première attaque américaine sur Coudray échoue, les Américains perdent 3 tanks, le caractère indécis du combat ne sont pas faits pour rassurer les habitants de Château-Gontier qui veulent éviter le sort de la ville voisine de Segré. Jusqu’à 23h les Américains tirent sur Coudray où la  résistance allemande est très violente.

### 8 août 1944
Les combats vont durer jusqu'à la tombée de la nuit. Au matin du 8 août, Coudray se réveille libre. Les Allemands ont déguerpi laissant là des armes, des munitions des vêtements épars.

### Études locales
- Marc Valée, Cinq années de vie et de guerre en pays mayennais, Château-Gontier, Groupe Iéna, 1962, 414 p.
- Francis Robin, La Mayenne de 1940 à 1944, Occupation, Résistance, Libération, Laval, 1973.
- Michel Desrues, Magali Even, Mémorial de la Mayenne 1940-1945, 2001.